# Коморски език
Коморският език (Shikomor) е език от групата банту, говорен от около 630 000 души в Коморски острови, Майот, Мадагаскар.